# Ménage (quadrinhos)
Ménage é uma série de histórias em quadrinhos erotica publicada de forma independente pelos artistas Germana Viana, Laudo Ferreira e Marcatti desde 2020.
O título da revista faz referência à prática sexual ménage à trois, escolhida como uma brincadeira pelo fato dos três quadrinistas (dois homens e uma mulher, uma das "composições" tradicionais da referida prática) se reunirem para desenvolver HQs de humor com temática adulta. A revista traz sempre três histórias curtas (uma de cada autor), desenvolvidas a partir de um tema em comum, que muda a cada edição.
Todas as edições, de periodicidade trimestral, são publicadas de forma independente, sendo viabilizadas através de financiamento coletivo pela plataforma Catarse.
Em 2021, a série ganhou o 33º Troféu HQ Mix nas categorias de melhor publicação de humor e melhor publicação independente de grupo. No ano seguinte, ganhou o 34º Troféu HQ Mix novamente na categoria de melhor publicação de humor.